# Temperatura di bulbo umido

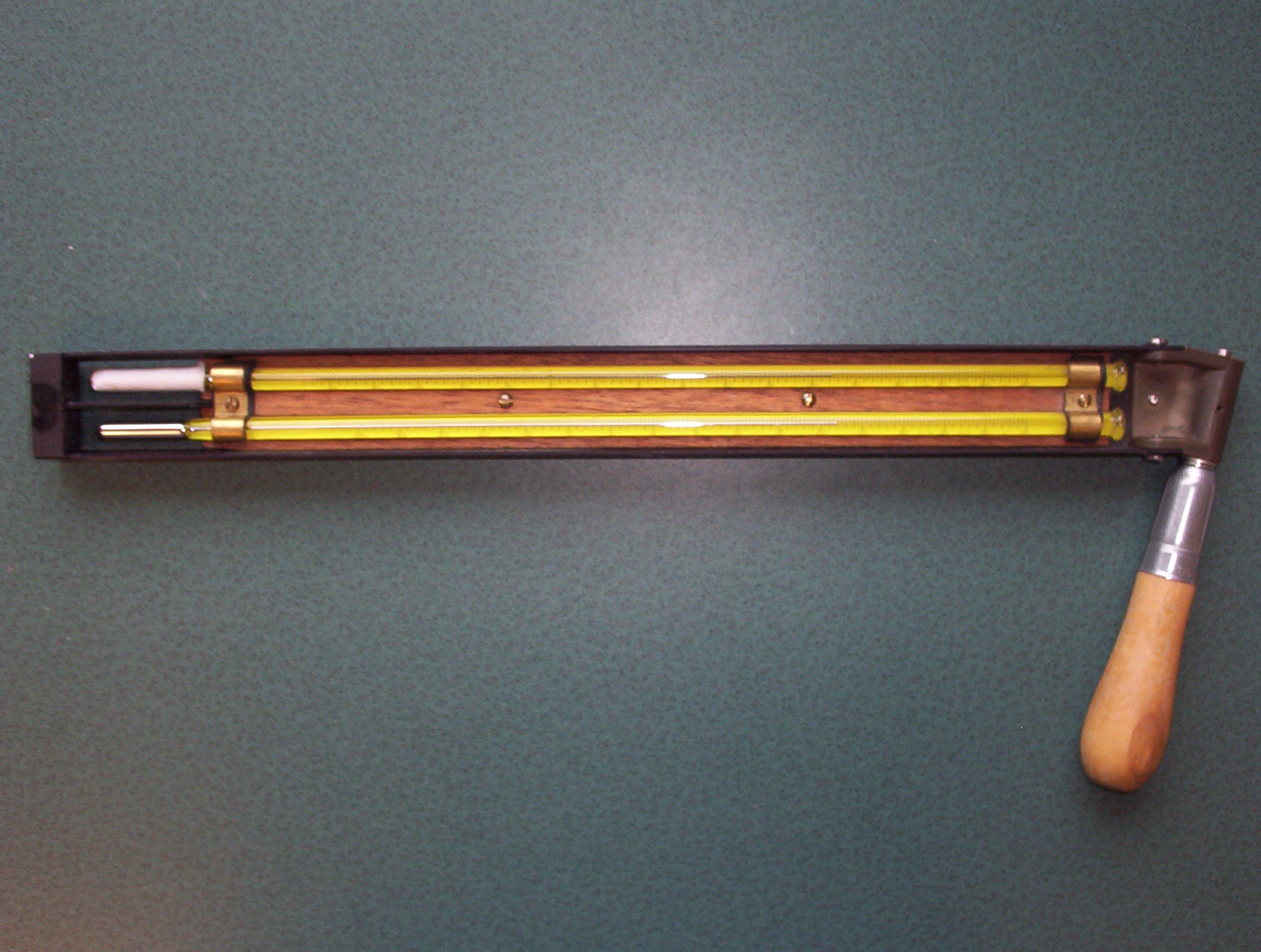
Psicrometro per la misurazione della temperatura di bulbo umido (in alto) e della temperatura di bulbo secco (in basso). L'apparecchio viene investito da un flusso di aria dovuto alla rotazione manuale dell'apparecchio (si vede a destra il manico per impugnare l'apparecchio).

La temperatura di bulbo umido (in inglese wet bulb temperature) è la temperatura a cui si porta l'acqua in condizioni di equilibrio di scambio convettivo con una massa d'aria in moto turbolento completamente sviluppato. Viene solitamente misurata da un apposito termometro coperto da un panno imbevuto d'acqua.
Tale temperatura riflette l'effetto refrigerante dell'evaporazione dell’acqua. Può essere determinata facendo passare l’aria sopra un termometro che sia stato avvolto con un tessuto umido. L'effetto refrigerante dell’evaporazione dell'acqua causa una temperatura più bassa rispetto a quella del bulbo secco. 
A partire dal valore della temperatura di bulbo umido si ricava l'umidità assoluta di un ambiente.
La misurazione della temperatura di bulbo umido riveste particolare importanza sanitaria, in quanto è stato stimato che una temperatura di bulbo umido di 35 gradi protratta per una durata di 6 ore porta alla morte delle persone, anche di individui in perfetta salute.

## Misurazione della temperatura di bulbo umido
Per calcolare la temperatura di bulbo umido si avvolge un termometro a mercurio con una garza imbevuta di acqua e investita da un flusso di aria continuo con velocità {\displaystyle v_{\infty }}.
Lo strumento utilizzato per tale misurazione è chiamato psicrometro.

### Transitorio iniziale

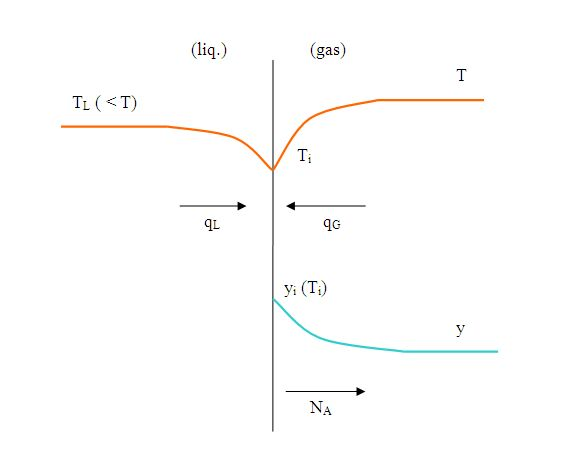
Profili di concentrazione e temperatura all'interfaccia gas-liquido durante la misurazione della temperatura di bulbo umido, al tempo iniziale t_{1}.

Inizialmente l'intero sistema si trova a temperatura {\displaystyle T}, ed esiste un gradiente di concentrazione tra l'interfaccia e il bulk.
In particolare, si ha una concentrazione (espressa in termini di frazione molare {\displaystyle y_{i}} all'interfaccia e {\displaystyle y} nel bulk.
Si ha quindi un flusso di materia {\displaystyle N_{A}} pari a:
{\displaystyle N_{A}=K'_{y}(y_{i}-y)={\frac {K_{y}}{(1-y)_{ML}}}(y_{i}-y)}
in cui {\displaystyle K'_{y}} rappresenta il coefficiente di trasporto in fase stagnante, {\displaystyle K_{y}} è il coefficiente di trasporto in controdiffusione per trasporto equimolecolare, e {\displaystyle (1-y)_{ML}} rappresenta la differenza media logaritmica di {\displaystyle (1-y)}.
In una fase iniziale (transitorio), la temperatura {\displaystyle T_{i}} all'interfaccia liquido-gas sarà minore della temperatura {\displaystyle T_{L}} nel bulk del liquido. 
In queste condizioni si ha un flusso di calore {\displaystyle q_{L}} dovuto alla differenza di temperatura tra liquido e interfaccia, pari a:
{\displaystyle q_{L}=h_{L}(T_{L}-T_{i})}
e un flusso di calore {\displaystyle q_{G}} contrario, dovuto alla differenza di temperatura tra il bulk del gas e l'interfaccia:
{\displaystyle q_{G}=h_{y}(T-T_{i})}
a questi contributi si somma il termine energetico {\displaystyle N_{A}} dovuto al gradiente di concentrazione.

### Periodo stazionario

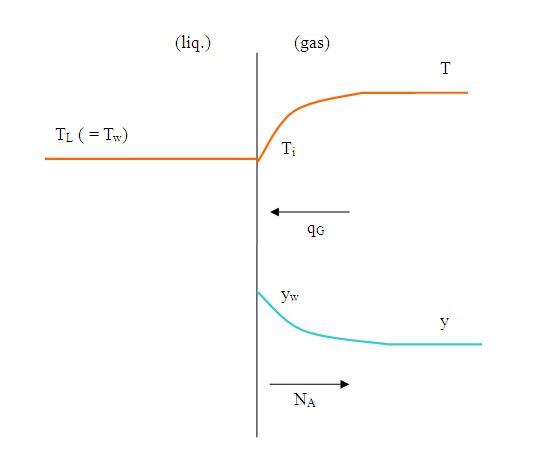
Profili di concentrazione e temperatura all'interfaccia gas-liquido durante la misurazione della temperatura di bulbo umido, al tempo finale t_{2}.

Dopo un certo tempo di esposizione all'aria, si raggiunge una condizione in cui la temperatura assume un valore costante, pari alla temperatura di bulbo umido {\displaystyle T_{w}}.
In queste condizioni, il termine {\displaystyle q_{L}} si è annullato (essendo ora {\displaystyle T_{L}=T_{i}=T_{w}}) mentre {\displaystyle q_{G}} e {\displaystyle N_{A}} sono pari a:
{\displaystyle q_{G}=h_{y}(T-T_{w})}
{\displaystyle N_{A}={\frac {K_{y}}{(1-y)_{ML}}}(y_{w}-y)}
in cui {\displaystyle h_{y}} è il coefficiente di scambio termico verso il bulbo per convezione (si trascurano gli effetti dell'irraggiamento).
La costanza della temperatura è garantita dall'eguaglianza dei due contributi di apporto di calore sensibile {\displaystyle q_{G}} (associato al liquido di reintegro che permea la garza) e il contributo dovuto a {\displaystyle N_{A}} (associato al liquido che evapora dalla garza), che si può scrivere come:
{\displaystyle \lambda _{w}\cdot N_{A}\cdot S_{sm}=q_{G}\cdot S_{sc}}
ovvero:
{\displaystyle \lambda _{w}{\frac {K_{y}}{(1-y)_{ML}}}(y_{w}-y)\cdot S_{sm}=h_{y}(T-T_{w})\cdot S_{sc}}
dove la superficie di scambio di calore {\displaystyle S_{sc}} e la superficie di scambio di materia {\displaystyle S_{sm}} possono considerarsi uguali se il termometro è completamente imbevuto.
Con {\displaystyle \lambda _{w}} si indica il calore latente di evaporazione calcolato a temperatura {\displaystyle T_{w}}.
Possiamo inoltre approssimare la forza spingente relativa a {\displaystyle N_{A}} a una differenza di umidità molari {\displaystyle (Y_{w}-Y)}:
{\displaystyle N_{A}={\frac {K_{y}}{(1-y)_{ML}}}(y_{w}-y)=K_{y}\left({\frac {y_{w}}{(1-y)_{ML}}}-{\frac {y}{(1-y)_{ML}}}\right)\simeq K_{y}(Y_{w}-Y)}
essendo:
{\displaystyle Y={\frac {y}{1-y}}}
{\displaystyle Y_{w}={\frac {y_{w}}{1-y_{w}}}}
Possiamo quindi scrivere:
| {\displaystyle {\frac {Y_{w}-Y}{T_{w}-T}}=-{\frac {h_{y}}{\lambda _{w}K_{y}}}} |
Supponendo che il moto del gas sia in regime turbolento completamente sviluppato (che equivale a dire che il valore di {\displaystyle v_{\infty }} sia abbastanza elevato), possiamo sfruttare l'analogia di Chilton-Colburn:
{\displaystyle \left({\frac {Nu}{Sh}}\right)=\left({\frac {Pr}{Sc}}\right)^{n}}
dove compaiono i numeri adimensionali di Nusselt ({\displaystyle Nu}), Sherwood ({\displaystyle Sh}), Prandtl ({\displaystyle Pr}) e Schmidt ({\displaystyle Sc}).
Esplicitando le grandezze coinvolte nella definizione dei gruppi adimensionali, ricaviamo l'espressione:
{\displaystyle {\frac {h_{y}}{k_{c}}}={\frac {k}{\mathcal {D}}}\cdot \left({\frac {c_{p}\rho {\mathcal {D}}}{k}}\right)^{n}}
ovvero:
{\displaystyle {\frac {h_{y}}{k_{c}}}=c_{p}\rho \cdot \left({\frac {c_{p}\rho {\mathcal {D}}}{k}}\right)^{(n-1)}=c_{p}\rho \cdot \left({\frac {Pr}{Sc}}\right)^{(n-1)}}
dove:
- {\displaystyle c_{p}}: calore specifico a pressione costante
- {\displaystyle \rho }: densità
- {\displaystyle {\mathcal {D}}}: coefficiente di diffusione molecolare.

Introducendo il numero di Lewis {\displaystyle Le} (pari al rapporto tra numero di Schmidt e numero di Prandtl), otteniamo:
| {\displaystyle {\frac {h_{y}}{K_{y}}}=c_{p,m}\cdot Le^{-(n-1)}} |
in cui {\displaystyle c_{p,m}} è il calore specifico molare a pressione costante.

#### Temperatura di bulbo umido per un sistema aria-acqua
L'equazione sopra è valida per qualsiasi sistema liquido-gas.
Particolarizzando l'equazione per il sistema aria-acqua abbiamo delle utili semplificazioni, infatti per il sistema aria-acqua si può assumere {\displaystyle Le\simeq 1}.
Assumiamo inoltre che il calore specifico molare a pressione costante si possa confondere con il calore specifico molare umido {\displaystyle c_{h}}, pari a {\displaystyle c_{h}=c_{p,aria}+y\cdot c_{p,acqua}}.
Otteniamo quindi la cosiddetta relazione di Lewis:
{\displaystyle {\frac {h_{y}}{K_{y}}}\simeq c_{h}}
da cui:
| {\displaystyle {\frac {Y_{w}-Y}{T_{w}-T}}=-{\frac {c_{h}}{\lambda _{w}}}} |
che è analoga all'espressione della temperatura di saturazione adiabatica:
{\displaystyle {\frac {Y_{sa}-Y}{T_{sa}-T}}=-{\frac {c_{h}}{\lambda _{sa}}}}
ne consegue che nel sistema acqua-aria la temperatura di bulbo umido e la temperatura di saturazione adiabatica coincidono:
{\displaystyle T_{sa}=T_{w}} (per il sistema acqua-aria)

## Determinazione della temperatura di bulbo umido dal diagramma psicrometrico
La temperatura di bulbo umido è immediatamente ricavabile dai diagrammi psicrometrici se si hanno almeno due dati di ingresso.
Conoscendo la temperatura di bulbo secco e la temperatura di saturazione adiabatica si ricava prima l'umidità molare {\displaystyle Y} e quindi la temperatura di bulbo umido {\displaystyle T_{w}}.